# Grand Prix Formule 1 van San Marino 1988
De Grand Prix Formule 1 van San Marino 1988 werd gehouden op 1 mei 1988 in Imola.

## Verslag
Ayrton Senna leidde in de McLaren van start tot finish. Zijn teammaat Alain Prost viel bij de start terug tot de zesde plaats. Hij kon de kloof van 6 à 12 seconden niet dichten tot Senna hem aan het einde dichterbij liet komen.
Nelson Piquet had problemen met de Lotus, maar wist toch de derde plaats vast te houden. Thierry Boutsen werd vierde in de Benetton, voor Gerhard Berger in de Scuderia Ferrari. Alessandro Nannini pakte de laatste punten.

## Uitslag
| Positie | Nummer | Rijder             | Team            | Ronden | Tijd/Opgave          | Startplaats | Punten |
| ------- | ------ | ------------------ | --------------- | ------ | -------------------- | ----------- | ------ |
| 1       | 12     | Ayrton Senna       | McLaren-Honda   | 60     | 1:32:41.264          | 1           | 9      |
| 2       | 11     | Alain Prost        | McLaren-Honda   | 60     | + 2.334              | 2           | 6      |
| 3       | 1      | Nelson Piquet      | Lotus-Honda     | 59     | + 1 Ronde            | 3           | 4      |
| 4       | 20     | Thierry Boutsen    | Benetton-Ford   | 59     | + 1 Ronde            | 8           | 3      |
| 5       | 28     | Gerhard Berger     | Ferrari         | 59     | + 1 Ronde            | 5           | 2      |
| 6       | 19     | Alessandro Nannini | Benetton-Ford   | 59     | + 1 Ronde            | 4           | 1      |
| 7       | 18     | Eddie Cheever      | Arrows-Megatron | 59     | + 1 Ronde            | 7           |        |
| 8       | 2      | Satoru Nakajima    | Lotus-Honda     | 59     | + 1 Ronde            | 12          |        |
| 9       | 17     | Derek Warwick      | Arrows-Megatron | 58     | + 2 Rondes           | 14          |        |
| 10      | 14     | Philippe Streiff   | AGS-Ford        | 58     | + 2 Rondes           | 13          |        |
| 11      | 24     | Luis Perez-Sala    | Minardi-Ford    | 58     | + 2 Rondes           | 18          |        |
| 12      | 29     | Yannick Dalmas     | Larrousse-Ford  | 58     | + 2 Rondes           | 19          |        |
| 13      | 6      | Riccardo Patrese   | Williams-Judd   | 58     | + 2 Rondes           | 6           |        |
| 14      | 3      | Jonathan Palmer    | Tyrrell-Ford    | 58     | + 2 Rondes           | 23          |        |
| 15      | 15     | Mauricio Gugelmin  | March-Judd      | 58     | + 2 Rondes           | 20          |        |
| 16      | 23     | Adrián Campos      | Minardi-Ford    | 57     | + 3 Rondes           | 22          |        |
| 17      | 30     | Philippe Alliot    | Larrousse-Ford  | 57     | +3 Rondes            | 15          |        |
| 18      | 27     | Michele Alboreto   | Ferrari         | 54     | Motor                | 10          |        |
| NC      | 33     | Stefano Modena     | EuroBrun-Ford   | 52     | Niet geclassificeerd | 26          |        |
| NF      | 4      | Julian Bailey      | Tyrrell-Ford    | 48     | Versnellingsbak      | 21          |        |
| NF      | 5      | Nigel Mansell      | Williams-Judd   | 42     | Motor                | 11          |        |
| NF      | 31     | Gabriele Tarquini  | Coloni-Ford     | 40     | Benzinesysteem       | 17          |        |
| NF      | 36     | Alex Caffi         | Dallara-Ford    | 38     | Versnellingsbak      | 24          |        |
| NF      | 9      | Piercarlo Ghinzani | Zakspeed        | 36     | Versnellingsbak      | 25          |        |
| NF      | 16     | Ivan Capelli       | March-Judd      | 2      | Versnellingsbak      | 9           |        |
| NF      | 22     | Andrea de Cesaris  | Rial-Ford       | 1      | Ophanging            | 16          |        |
| DQ      | 21     | Nicola Larini      | Osella          |        | Gediskwalificeerd    |             |        |
| NQ      | 32     | Oscar Larrauri     | EuroBrun-Ford   |        |                      |             |        |
| NQ      | 26     | Stefan Johansson   | Ligier-Judd     |        |                      |             |        |
| NQ      | 25     | René Arnoux        | Ligier-Judd     |        |                      |             |        |

## Wetenswaardigheden
- Nicola Larini werd gediskwalificeerd doordat zijn wagen niet door de controle voor de race was geraakt.

## Statistieken
| Pole-position | Ayrton Senna | McLaren-Honda | 1:27.148 |
| Snelste ronde | Alain Prost  | McLaren-Honda | 1:29.685 |

1981 · 1982 · 1983 · 1984 · 1985 · 1986 · 1987 · 1988 · 1989 · 1990 · 1991 · 1992 · 1993 · 1994 · 1995 · 1996 · 1997 · 1998 · 1999 · 2000 · 2001 · 2002 · 2003 · 2004 · 2005 · 2006